# Gradiente de pressão
Em ciências atmosféricas (meteorologia, climatologia e campos relacionados), o gradiente de pressão é uma quantidade física que descreve em que direção e a que taxa a pressão muda mais rapidamente em torno de um determinado local. O gradiente de pressão é uma quantidade dimensional expressa em unidades de pressão por unidade de distância. A unidade do Sistema Internacional de Unidades é pascal por metro (Pa/m).